# Unbreakable (album, Scorpions)
Unbreakable je patnácté studiové album německé hard rockové kapely Scorpions z roku 2004.
Po několika koncept albech a koncertních albech se deskou Unbreakable Scorpions vrátili ke své tradiční tvorbě a opět vytvořili čistě hardrockovou nahrávku. Je to jejich první album s relativně dobrou prodejností od dob alba Face the Heat.

## Seznam skladeb
| Pořadí         | Název                                      | Hudba                       | Text                | Délka |
| -------------- | ------------------------------------------ | --------------------------- | ------------------- | ----- |
| 1.             | New Generation                             | Rudolf Schenker             | Klaus Meine         | 5:51  |
| 2.             | Love 'em or Leave 'em                      | Schenker                    | James Kottak, Meine | 4:04  |
| 3.             | Deep and Dark                              | Matthias Jabs               | Meine, Jabs         | 3:39  |
| 4.             | Borderline                                 | Schenker                    | Meine               | 4:53  |
| 5.             | Blood Too Hot                              | Schenker                    | Meine               | 4:16  |
| 6.             | Maybe I Maybe You                          | Anoushiravan Rohani         | Meine               | 3:32  |
| 7.             | Someday Is Now                             | Schenker                    | Kottak              | 3:25  |
| 8.             | My City My Town                            | Meine                       | Meine               | 4:55  |
| 9.             | Through My Eyes                            | Schenker                    | Meine               | 5:23  |
| 10.            | Can You Feel It                            | Kottak                      | Kottak, Meine       | 3:49  |
| 11.            | This Time                                  | Jabs                        | Jabs                | 3:36  |
| 12.            | She Said                                   | Meine, Christian Kolonovits | Meine               | 4:42  |
| 13.            | Remember the Good Times (Retro Garage Mix) | Schenker, Eric Bazilian     | Meine, Bazilian     | 4:24  |
| Celková délka: | Celková délka:                             | Celková délka:              | Celková délka:      | 56:30 |

## Sestava
- Klaus Meine – zpěv
- Matthias Jabs – kytara
- Rudolf Schenker – kytara
- Pawel Maciwoda – baskytara
- James Kottak – bicí
- Barry Sparks – baskytara na 2. a 4. skladbě
- Ingo Powitzer – baskytara na 13. skladbě